# گرت هوبارت
گرت هوبارت (انگلیسی: Garret Hobart; ۳ ژوئن ۱۸۴۴ – ۲۱ نوامبر ۱۸۹۹) یک سیاست‌مدار اهل ایالات متحده آمریکا بود. وی بین سال‌های ۱۸۹۷ تا ۱۸۹۹ عهده‌دار سمت معاون رئیس‌جمهور ایالات متحده آمریکا بوده‌است.